# Astor Opera House
La Astor Opera House, también conocido como la Astor Place Opera House y luego el Astor Place Theatre, fue una casa de ópera en Manhattan, Nueva York, ubicada en Lafayette Street entre Astor Place y la calle 8 este. Diseñado por Isaiah Rogers, el teatro fue concebido por el empresario Edward Fry, el hermano del compositor William Henry Fry, que administró la casa de ópera durante toda su historia.

## Casa de Ópera
Fry contrató a la Compañía de Opera Sanquerico and Patti bajo la administración de John Sefton para realizar la primera temporada de ópera en el local. La casa abrió el 22 de noviembre de 1847 con una presentación de Ernani de Giuseppe Verdi con el protagonismo de Adelino Vietti en el rol principal. El contrato de Sefton y su compañía no fue renovado por Fry, y la administración buscó a Cesare Lietti para la segunda temporada. Durante su gestión, la ópera presentó el premier en los Estados Unidos de la obra de Verdi Nabucco el 4 de abril de 1848.
Lietti fue reemplazado también tras una sola temporada y la tercera y más duradera administración fue de Max Maretzek. Fue contratado par ala tercera temporada que comenzó en noviembre de 1848. El año siguiente, Maretzek fundó su propia compañía de ópera, la Max Maretzek Italian Opera Company, con la que continuó presentando óperas en la Astor Opera House hasta 1852. Bajo Maretzek, la casa de ópera vio la premier en Nueva York de la obra de Donizetti, Anna Bolena el 7 de enero de 1850 con la soprano Apollonia Bertucca (luego sería la esposa de Maretzek) como la heroína del título.
El teatro fue construido con la intención de atraer sólo a los mejores clientes, los "uppertens" de la sociedad neoyorquina, quienes buscaban ver cantantes europeos que se presentaban en escenarios locales tales como Niblo's Garden. Se esperaba que una casa de ópera pudiera ser: 

Un sustituto para un salón de dibujo general – una atracción refinada a la que los de malos modales no frecuentaran, y alrededor de la que las clases altas puedan reunirse, para el mejor intercambio de cortesías, y para la vista cercana que ayudaría a que las personas fueran conocidas.

 En búsqueda de esta agenda, el teatro fue creado con la comodidad de las clases altas en mente: las butacas, que eran los asientos normales en los teatros de la época, fueron reemplazados por asientos tapizados, disponibles sólo por suscripción así como las dos filas de palcos. De otro lado, la admisión general para 500 clientes eran relegados a las bacnas de un piso alto al que se accesdía sólo por una escalera estrecha y esta asilada de los clientes adinerados en el piso bajo, y el teatro exigía un código de vestimenta que requería "rostros afeitados, trajes de noche y guantes para niños."
Se limitaba la asistencia de las clases bajas para evitar los problemas de gamberrismo que plagaban otros teatros en el distrito de entretenimiento en esa época, especialmente en los teatros del Bowery. Sin embargo, fueron los fatales disturbios de Astor Place en 1849 lo que causó que el teatro cerrara definitivamente – provocados por las actuaciones paralelas de Macbeth por el actor inglés William Charles Macready en la Opera House (que estaba operando bajo el nombre "Astor Place Theatre", sin que pudiera ser capaz de sostener por sí sólo una temporada completa de ópera) y el estadounidense Edwin Forrest en el cercano Broadway Theatre.

## Clinton Hall
Luego de los disturbios, el teatro no pudo salvarse de la reputación de ser la "Massacre Opera House" en "DisAster Place." Para mayo de 1853, el interior fue desmantelado y los arreglos vendidos. El cascarón de la estructura fue vendida por $140,000 a la New York Mercantile Library, que renombró el edificio como "Clinton Hall".
En 1890, en búsqueda de espacio adicional, la biblioteca derruyó la casa de ópera y la reemplazó con un edificio de 11 pisos también llamado Clinton Hall, que se mantiene en pie.